# Comuna de Długołęka
Długołęka (polaco: Gmina Długołęka) é uma gminy (comuna) na Polónia, na voivodia de Baixa Silésia e no condado de Wrocławski. A sede do condado é a cidade de Długołęka.
De acordo com os censos de 2007, a comuna tem 21.383 habitantes, com uma densidade 100,7 hab/km².

## Área
Estende-se por uma área de 212.41 km², incluindo:
- área agricola: 71%
- área florestal: 17%

## Demografia
Dados de 30 de Junho 2007:
|                      | Total   | Total | Mulheres | Mulheres | Homens  | Homens |
| -------------------- | ------- | ----- | -------- | -------- | ------- | ------ |
|                      | pessoas | %     | pessoas  | %        | pessoas | %      |
| População            | 21 383  | 100   | 10 694   | 50,02    | 10 689  | 49,98  |
| Densidade (pop./km²) | 100,7   | 100   | 50,34    | 50,34    | 50,32   | 50,32  |

De acordo com dados de 2005, o rendimento médio per capita ascendia a 2159,81 zł.